# Municipio de Lafayette (condado de Keokuk)
El municipio de Lafayette (en inglés: Lafayette Township) es un municipio ubicado en el condado de Keokuk en el estado estadounidense de Iowa. En el año 2010 tenía una población de 1367 habitantes y una densidad poblacional de 14,34 personas por km².

## Geografía
El municipio de Lafayette se encuentra ubicado en las coordenadas 41°22′52″N 92°0′20″O / 41.38111, -92.00556. Según la Oficina del Censo de los Estados Unidos, el municipio tiene una superficie total de 95.3 km², de la cual 95,3 km² corresponden a tierra firme y (0 %) 0 km² es agua.

## Demografía
Según el censo de 2010, había 1367 personas residiendo en el municipio de Lafayette. La densidad de población era de 14,34 hab./km². De los 1367 habitantes, el municipio de Lafayette estaba compuesto por el 97,88 % blancos, el 0,29 % eran afroamericanos, el 0,07 % eran amerindios, el 0,22 % eran asiáticos, el 0,37 % eran de otras razas y el 1,17 % eran de una mezcla de razas. Del total de la población el 0,88 % eran hispanos o latinos de cualquier raza.